# Досе, Лидия
Лидия Эстер До́се Са́нчес (исп. Lidia Esther Doce Sánchez; 27 августа 1916 — 17 сентября 1958) — кубинская революционерка. Во время вооружённой борьбы кубинских повстанцев против диктатуры Фульхенсио Батисты (Кубинской революции) была ключевым звеном организованных Эрнесто Че Геварой сетей, его связной в горах Сьерра-Маэстра, а затем начальницей вспомогательного лагеря партизан.
Арестована полицией Батисты и убита вместе с Клодомирой Акостой Ферралес.

## Биография
Женщина крестьянского происхождения, дочь испанского иммигранта, Лидия Досе после развода была прислугой в Гаване, а затем возвратилась в Сьерру и содержала пекарню. По примеру собственного сына решила присоединиться к партизанской борьбе против диктаторского режима Батисты. После высадки повстанческого отряда Фиделя Кастро и Эрнесто Че Гевары отправилась в Сан-Пабло-де-Яо, где и познакомилась с Че.
Ей было поручено принимать и доставлять самые важные послания с гор Сьерры, выполнять рискованные миссии между равниной и Стеррой, доставлять экземпляры партизанской газеты «El Cubano Libre», лекарства и всё необходимое. Когда Че Гевара и его колонна двинулись на Вегас-де-Хибакоа, подчинявшаяся его приказу Лидия была назначена главой его вспомогательного лагеря из 40 партизан. Именно ей в Эль-Омбрито Гевара доверил поднять красно-чёрный флаг Движения 26 июля.
Она должна была стать основным связующим звеном Че с Гаваной и главным командованием, однако, выполняя эту миссию со своей напарницей Клодомирой Акостой Ферралес, она была схвачена в сентябре 1958 года во время полицейского налёта на дом подпольщика, в котором они остановились. Вместе с ней были задержаны Акоста и другие революционеры, включая Альберто Альвареса Диаса, который был расстрелян. Связные были подвергнуты жестоким пыткам, но ничего истязателям не выдали. Так и не получив от них сведений, батистовцы вывезли женщин на лодке в море, бросив на дно в мешках с камнями.

Эрнесто Че Гевара посвятил им с Клодомирой главу своих «Эпизодов революционной войны»:
Возможно, когда-нибудь будут найдены их останки на этом огромном кладбище, в которое был превращен тогда весь наш остров. Что касается Повстанческой армии, то среди тех, кто сражался и жертвовал собой в те тяжелые времена, всегда будет жить память о двух бесстрашных женщинах, которые своей будничной самоотверженной работой обеспечивали нам связь со всей страной. Для каждого из нас, кто находился в составе 1-го фронта, и лично для меня имя Лидии имеет особое значение. Поэтому сегодня я посвящаю эти строки воспоминаний ей, отдавая тем самым скромную дань памяти тысяч революционеров, погибших за то, чтобы свобода пришла на наш остров.